# Куяковиці-Дольне
Куяковиці-Дольне (пол. Kujakowice Dolne, нім. Nieder Kunzendorf) — село в Польщі, у гміні Ключборк Ключборського повіту Опольського воєводства.
Населення — 462 особи (2011).

## Демографія
Демографічна структура станом на 31 березня 2011 року:
|          | Загалом | Допрацездатний вік | Працездатний вік | Постпрацездатний вік |
| -------- | ------- | ------------------ | ---------------- | -------------------- |
| Чоловіки | 226     | 37                 | 166              | 23                   |
| Жінки    | 236     | 44                 | 150              | 42                   |
| Разом    | 462     | 81                 | 316              | 65                   |